# 김대겸
김대겸(1985년 5월 24일 ~ )은 대한민국의 전직 크레이지레이싱 카트라이더 프로게이머이다. 현재는 게임 해설가로 활동하고 있다.

## 선수 시절
2005년, 카트라이더 1차리그에 출전하면서 프로 커리어를 시작했다. 데뷔 시즌에 우승을 달성하면서 로열로더가 되었다.
2006년 11월 11일, 4차리그를 끝으로 은퇴했다.

## 게임 해설가 생활
2007년, 은퇴 이후 카트라이더 5차리그 해설 위원으로 합류했다. 카트라이더 10차리그를 마치고 군에 입대했다.
전역 이후 2012년, 카트라이더 15차리그에서 해설 위원으로 다시 합류했다. 이후 활동을 잠정적으로 중단하다가 2014년, 카트라이더 시즌 제로 해설 위원으로 다시 합류했다. 2022년, 현재까지 정준과 함께 해설 위원으로 활동 중이다.
2021년, 카트라이더 리그 위원회 출범과 동시에 위원직을 맡았다.
2021년 6월 26일, 카트라이더 러쉬플러스 리그 2021-1 시즌 해설 위원으로 합류했다. 2022년, 현재까지 해설 위원으로 활동 중이다.

## 수상 경력
공식 대회 우승 1회
- 2005 코크플레이 카트라이더 1차리그 우승
- 2005 제1회 KeSPA컵 카트라이더 우승

## 해설 경력
- 2007~2008, 2012, 2014~2023: 카트라이더 리그 해설
- 2021~현재: 카트라이더 러쉬플러스 리그 해설

## 방송
- MBC 《2020 추석특집 아이돌 e스포츠 선수권대회》 - 해설